# トン☆スタ
『トン☆スタ』は、九州・沖縄地域のNHK総合テレビジョンとNHK-FMで2011年度に放送された音楽バラエティ番組である。

## 概要
福岡放送局・NHKプラネット九州支社制作。九州・沖縄で活躍する若手アーティストを応援するというスタイルはそのままに、2010年までFMで月1回放送されてきた『トンコツRADIO』を衣替えする形で始まった。
福岡局1階にあるパークサイドスタジオで、テレビ用・ラジオ用の素材を、録り直し無しで同時に一発収録するという形式が採られた。総合テレビではほぼ毎週30分、FMでは最終土曜の午後にその月の4回分を纏めて放送。テレビ画面は右上に番組そのもの、左下に各種情報やエンドクレジット、左上に番組ロゴ、右下に番組サイトのアドレスや各種情報などを、それぞれ表示していた。
番組のイメージキャラクタは5匹の豚。それぞれ、マイク、ギター、ベース、ドラムスティック、そしてラーメンの丼を頭に載せてる豚もいた。
2012年3月を以て終了。と同時にそれは、福岡局の若者向け音楽番組のみならず、定時の視聴者参加型番組消滅をも意味した。

## 出演者
- トン・ニーノ（T-Pistonz+KMC）
- 鶴久政治（元チェッカーズ）
- 米谷奈津子（NHK福岡放送局キャスター）

## スタッフ
- ディレクター：前田美基[1]
- 松本みき
テレビで左下に表示されるタッチパネル画面の操作を担当。ちなみに機材はAppleのiPad1。[2]

## コーナー
原石☆発見（毎週）
「げんせきスターはっけん」と読む。九州・沖縄内で活躍するアマチュアミュージシャンを紹介。トン・ニーノはGOODキター!度で、鶴久は楽曲・テクニック・将来性で3段階→後に5段階評価（各0.5刻み）する。採用された人には、番組特製ギターピック がプレゼントされる。
更に、数ヶ月毎に「『原石☆発見』総選挙」が行われる。これは、エントリーした全アーティストをウェブ投票でふるいにかけ、残った各月上位2組をCREATOR'S ROOM出演ゲスト・番組MC三人による決選投票で、番組に出演出来るアーティストを決定する。決定したアーティストは本番組に出演できる。
満点評価が出ることは極めて稀で、2011年9月28日放送の第19回で初めて出た。
鶴のひと声 / 豚の一鳴き
鶴久、トン・ニーノそれぞれのお薦めの一曲を紹介する。週によってどちらかになる。
CREATOR'S ROOM
音楽を作る側のクリエイターをゲストに迎えて、業界の裏話等を聞く。
トン☆スタ替え玉リレー
九州沖縄内で活躍するアマチュアミュージシャンが登場。そのミュージシャンの紹介をしながら、アーティストリレーをしていく。前番組の同コーナーと内容的には同じ。
東日本大震災義捐金募集告知
「原石☆発見」後のインターバルで必ず告知され、米谷が「九州から東北に元気を送りましょう」と募金を呼びかけた。
九州沖縄スーパースター列伝 / Brandnew Artist
2011年10月改編でスタート。九州・沖縄出身のトップアーティストや若手アーティストを紹介。

## 放送日時
九州・沖縄ブロックでの放送。週計算の基準日は放送前日の火曜日。
総合テレビ
水曜 1:00 - 1:29（火曜深夜）
『ドラクロワ』 の再放送を差し替える形となった。
FM放送
月最終土曜 14:00 - 16:00
サタデーワイド第1部『土曜日レディ』を差し替え。
例外等
2011年6月は、例年テニスのウィンブルドン選手権が深夜に生放送され放送枠を確保できないことから、月前半に2回分を連続放送し、合間にインターバルを挟む形式をとった。